# Nelešovice
Nelešovice település Csehországban, Přerovi járásban. Nelešovice Přerov, Kokory, Lhotka, Tršice és Suchonice településekkel határos. Lakosainak száma 183 fő (2024. január 1.).

## Népesség
A település lakosságának változását az alábbi diagram mutatja:
| Lakosok száma | 251  | 260  | 302  | 241  | 220  | 205  | 194  | 198  | 195  | 183  |
|               | 1869 | 1890 | 1921 | 1950 | 1980 | 2001 | 2017 | 2019 | 2022 | 2024 |